# Нью-Плимут (Айдахо)
Нью-Пли́мут (англ. New Plymouth) — город в округе Пейетт, штат Айдахо, США.

## История
В отличие от многих других городов, Нью-Плимут был спланирован задолго до возведения своего первого дома, в отстоящем на много сотен километров Чикаго. Основателем города является Уильям Смит (William E. Smyth), председатель исполнительного комитета Национального ирригационного конгресса (англ. National Irrigation Congress). Ещё в 1895 году он, недовольный жизнью в Чикаго, организовал «Плимутское Чикагское общество». Он собрал вокруг себя людей, готовых отправиться на запад и основать новое поселение. Само место и название для него Смит уже определил: новый город будет располагаться в западной части Айдахо, в долине Пейетт, рядом с одноимённой рекой, а называться в честь города Плимут в штате Массачусетс.
В феврале 1896 года каждый из колонистов приобрёл по 20 акций по цене 30 долларов за штуку, что позволило им выкупить участок земли площадью чуть менее 81 000 м² на человека. Место под поселение было очищено от буйных зарослей полыни, высажены фруктовые деревья, в основном яблони. Согласно задуманному, поселение, названное Нью-Плимут-Фарм-Виледж (рус. Фермерская деревня Новый Плимут), получило форму подковы, открытой частью обращённой на север, к реке Пейетт.
Через город проходит федеральная автомагистраль US 30. Две основные улицы города, разделённые парком шириной около 24 метров, также изгибаются в форме подковы и проходят через весь город — их длина составляет около 1,6 км.
В 1908 году поселение получило статус деревни, и два последних слова длинного названия были отброшены за ненадобностью уточнения; в 1948 году Нью-Плимут получил статус города (city).
Ежегодно в Нью-Плимуте проводится окружная ярмарка. Прозвище города — «Самая большая подкова в мире».

## Демография и климат
|                                                             | \| Климатограмма Нью-Плимута \| Климатограмма Нью-Плимута \| Климатограмма Нью-Плимута \| Климатограмма Нью-Плимута \| Климатограмма Нью-Плимута \| Климатограмма Нью-Плимута \| Климатограмма Нью-Плимута \| Климатограмма Нью-Плимута \| Климатограмма Нью-Плимута \| Климатограмма Нью-Плимута \| Климатограмма Нью-Плимута \| Климатограмма Нью-Плимута \| \| ----------------------------------------------------------- \| ------------------------- \| ------------------------- \| ------------------------- \| ------------------------- \| ------------------------- \| ------------------------- \| ------------------------- \| ------------------------- \| ------------------------- \| ------------------------- \| ------------------------- \| \| Я \| Ф \| М \| А \| М \| И \| И \| А \| С \| О \| Н \| Д \| \| 34.3 2 −6 \| 27.9 7 −4 \| 29.0 14 0 \| 20.8 18 3 \| 30.0 23 8 \| 22.4 27 12 \| 7.1 33 15 \| 5.1 32 14 \| 10.4 26 9 \| 17.0 19 3 \| 33.5 10 −2 \| 47.0 3 −6 \| \| Температура в °C • Сумма осадков в мм Источник: weather.com \| \| \| \| \| \| \| \| \| \| \| \| |           |           |           |            |           |           |           |           |            |           |
| Климатограмма Нью-Плимута                                   | |           |           |           |            |           |           |           |           |            |           |
| Я                                                           | Ф | М         | А         | М         | И          | И         | А         | С         | О         | Н          | Д         |
| 34.3 2 −6                                                   | 27.9 7 −4 | 29.0 14 0 | 20.8 18 3 | 30.0 23 8 | 22.4 27 12 | 7.1 33 15 | 5.1 32 14 | 10.4 26 9 | 17.0 19 3 | 33.5 10 −2 | 47.0 3 −6 |
| Температура в °C • Сумма осадков в мм Источник: weather.com | |           |           |           |            |           |           |           |           |            |           |

Расовый состав
- Белые — 94,4 %
- Афроамериканцы — 0,3 %
- Коренные американцы — 0,8 %
- Азиаты — 0,2 %
- Прочие расы — 2,8 %
- Две и более расы — 1,5 %
- Латиноамериканцы (любой расы) — 9,9 %